# Ночь на четвёртом круге
«Ночь на четвёртом круге» — советский фильм 1981 года режиссёра Игоря Усова.

## Сюжет
Дежурный узловой железнодорожной станции получает сообщение о прохождении вне расписания состава с атомным реактором. Но пропустить его — значит сорвать движение других поездов. Дежурный под свою ответственность принимает решение задержать внеплановый состав.
И теперь — в течение этой ночи — он будет отстаивать это решение…

## В ролях
- Николай Волков — Евсеев
- Евгений Киндинов — Линьков
- Ольга Агеева — Лидочка
- Валерий Захарьев — Пилипков
- Александр Самойлов — Кабардин
- Павел Кадочников — Гудзь
- Татьяна Иванова — Вера
- Александр Пашутин — Валетов
- Людмила Шагалова — мамаша
- Валерий Кузин — папаша
- Наталья Симонова — дочка
- Кирилл Грачев — Лёня
- Татьяна Бобко — Настя
- Андрей Данилов — Слава
- Виктор Сибилёв — Толя
- Татьяна Канаева — диспетчер, ст. Нежная
- Елена Андерегг — диспетчер
- Радий Афанасьев — диспетчер
- Юрий Башков — Богдан Петрович Башков, машинист
- Валентина Пугачёва — энергодиспетчер
- Владимир Самойлов — начальник на рыбалке
- Нина Тер-Осипян — Виолетта Сергеевна, вахтёр
- Любовь Тищенко — железнодорожница с вёдрами

## Критика
Киновед Сергей Кудрявцев оценил фильм на шесть баллов из десяти возможных.